# Max Karoubi
Max Karoubi (Tunisi, 10 novembre 1938) è un matematico francese conosciuto per il suo contributo alla topologia algebrica e alla K-teoria, nonché fondatore del primo congresso europeo di matematica.
Nel 1967 ha ricevuto il suo dottorato di ricerca in matematica (Doctorat d'État) all'Università di Parigi sotto la supervisione di Henri Cartan e Alexander Grothendieck.
Nel 1973 è stato nominato professore ordinario all'Università di Parigi-Diderot, dove dal 2007 è professore emerito. Nel 2012 è diventato membro della American Mathematical Society.
Karoubi ha supervisionato 11 studenti di dottorato, tra cui Jean-Louis Loday e Christophe Soulé.

## Opere
- (EN) Max Karoubi, K-Theory, Springer, 2008, ISBN 978-3-540-79889-7.